# حياة المدرسة!
حياة المدرسة! (باليابانية: がっこうぐらし!، بالروماجي: Gakkō Gurashi!) (بالإنجليزية: School-Live!) هي سلسلة مانغا يابانية من تأليف نوريميتسو كايهو ورسم سادورو تشيبا، نشرت من قبل هوبونشا في مجلة Manga Time Kirara Forward، منذ يوليو عام 2012. حتى 10يناير 2020 أنتجت إلى أنمي تلفزيوني من قبل استوديو ليرتشي، عرض الأنمي في 9 يوليو عام 2015، حتى 24 سبتمبر عام 2015، وتكون من 12 حلقة.

## القصة
تدور أحداث القصة عن يوكي تاكيا هي فتاة في المدرسة الثانوية مرحة تعيش في وتقضي وقتها مع زملائها كورومي إيبيسوزاوا ويوري واكاسا، وبعد مرور بعض الوقت اجتاح تفشي زومبي المدينة، وانتشر المرض إلى المدرسة، وأصيب العديد من الطلاب والمعلمين.

## الشخصيات
يوكي تاكيا (باليابانية: 丈槍 由紀، بالروماجي: Takeya Yuki)
مؤدية الصوت: إينوري ميناسي
كورومي إيبيسوزاوا (باليابانية: 恵飛須沢 胡桃، بالروماجي: Ebisuzawa Kurumi)
مؤدية الصوت: أري أوزاوا
يوري واكاسا (باليابانية: 若狭 悠里، بالروماجي: Wakasa Yūri)
مؤدية الصوت: ماو إيتشيميتشي
ميكي ناوكي (باليابانية: 直樹 美紀، بالروماجي: Naoki Miki)
مؤدية الصوت: ريي تاكاهاشي
ميغومي ساكورا (باليابانية: 佐倉 慈، بالروماجي: Sakura Megumi)
مؤدية الصوت: آي كايانو
كي شيدو (باليابانية: 祠堂 圭، بالروماجي: Shidō Kei)
مؤدية الصوت: جوري كيمورا
أكيكيو كامياما (باليابانية: 神山 昭子، بالروماجي: Kamiyama Akiko)
مؤدية الصوت: إيكومي هياما
تاكاي يوزومورا (باليابانية: 柚村 貴依، بالروماجي: Yuzumura Takae)
مؤدية الصوت: يونا يوشينو
تارومارو (باليابانية: 太郎丸، بالروماجي: Tarōmaru)
مؤدية الصوت: إميري كاتو

## وصلات خارجية
- موقع الأنمي الرسمي (باليابانية)
- حياة المدرسة! على موقع ANN manga (الإنجليزية)